# TO-20
La TO-20 est une rocade autoroutière urbaine qui entoure le nord de Tolède en desservant les différentes zones de la ville.
D'une longueur de 6,2 km environ, elle relie tout le nord-ouest de la ville au sud-est à San Servando

Elle entoure toutes les principales artères de l'agglomération tout en étant connectée au reste du réseau autorouteir espagnol (A-42, CM-42, AP-41...)

## Tracé
- Elle débute au nord-ouest de l'agglomération où elle se détache de la TO-21
- Elle contourne la ville par le nord où elle croise l'A-42 (Madrid - Tolède) et quelques kilomètres plus loin la TO-22 (Alternative payante de Madrid - Tolède)
- Elle se termine sur le prolongement de l'autoroute autonome de Castille-La Manche CM-42 qui la relie à Tomelloso au niveau du croisement avec la route nationale N-400,  à l'est de la ville.

### Référence
- Nomenclature